# Рабство у Візантійській імперії
Рабство у Візантійській імперії — система суспільних та економічних відносин, за якої людина (раб) вважалася власністю іншої особи, держави чи установи та була позбавлена особистої свободи. У Візантії, як спадкоємиці Римської імперії, рабство збереглося з античних часів, проте зазнало значних змін під впливом християнства, римського права та соціально-економічних трансформацій.
Закони поступово зменшували владу рабовласників і покращували права рабів, обмежуючи право господаря знущатися над рабами, займатися проституцією, викривати та вбивати їх. Рабство стало рідкістю після першої половини VII століття. З XI століття напівфеодальні відносини значною мірою замінили рабство.
Під впливом християнства погляди на рабство змінилися: до X століття рабів розглядали як потенційних громадян (раб як підданий), а не як майно чи рухоме майно (раб як об'єкт). Рабство також розглядалося як «зло, що суперечить природі, створене людським егоїзмом», хоча воно залишалося законним. У Візантійській імперії рабство ніколи не було скасовано, але протягом століть поступово зменшувалося; досягнувши свого піку в X столітті, воно потім перейшло в кріпацтво в сільській місцевості та залишалося лише незначним міським явищем до XIII століття.

## Работоргівля
Інформація про візантійську работоргівлю до ХІІІ століття є фрагментарною, коли її перейняли генуезькі та венеційські купці, які в ХІІІ столітті заснували колонії в Криму, започаткувавши генуезьку та венеційську работоргівлю.
Протягом раннього Середньовіччя до XI століття Чорне море було одним із двох напрямків работоргівлі на торговому шляху вікінгів через Волгу, яким люди вивозилися в рабство до Аббасидського халіфату на Близькому Сході через Каспійське море, работоргівлю Саманідів та Іран; а також до Візантійської імперії та Середземномор'я через Дніпро та Чорне море.
У Середньовіччі невільничі ринки були організовані вздовж релігійних кордонів. Християнських рабів не можна було продавати на християнських невільничих ринках, а мусульманських не можна було продавати на мусульманських невільничих ринках. Работоргівля пристосувалася до цього, і в результаті стали високо цінуватися язичники, яких можна було продавати як християнам, так і мусульманам. Найпопулярнішими об'єктами рабства як у Візантійській імперії, так і в ісламському арабському світі в ранньому середньовіччі стали язичники зі Східної та Північної Європи, де після поневолення їх змушували навертатися до християнства чи ісламу.